# ジョゼ・シュイナール
ジョゼ・シュイナール（Josée Chouinard、1969年8月21日 - ）は、カナダ出身の女性フィギュアスケート選手で、現在はコーチ業を務めている。1992年アルベールビルオリンピック、1994年リレハンメルオリンピック女子シングルカナダ代表。

## 経歴
1969年、ケベック州、ローズモンに生まれる。父アンドレ、母レモンドの長女として、弟エリックとともにラバルで育つ。父は飛行機整備技師、母は病院事務をしていた。ジョゼは活発な子供でバレエ、水泳、スキーなどのいろんなスポーツを楽しんでいた。5歳の頃にスケートを始め、9歳の時にスケートの人生を歩もうと決心して、ラバルにあるスケートクラブ「レーム・ダルジャン」に通い始める。そこでコーチのジョアンヌ・バルボーと出会い、カナダ選手権で2回優勝するまでコーチにつく。

父アンドレはジョゼが12歳の時にガンで亡くなった。父はスポーツが好きでジョゼにも勧めていたが、母レモンドはスポーツが残酷であるということを知っていた。幼いジョゼは初めて競技会に出る時にコーチがジョゼを綺麗にメイクアップしたり、ドレスアップしたり、王冠をかぶせてくれたりしたことを大層気に入って、競技会が好きになっていった。
- 1992年アルベールビルオリンピックに出場し9位。
- 1994年リレハンメルオリンピックでは9位。のちに一時アマチュアを引退する。
- 世界フィギュアスケート選手権は過去4回出場、1992年と1994年の5位入賞（2回）が最高位だった。
- 1995年に現役復帰を果たし、初開催のチャンピオンシリーズファイナルで3位となるが世界フィギュアスケート選手権の出場資格を得ることができなかったため、シーズン終了とともに再度現役引退。
- 引退後の現在はフィギュアスケートのコーチとして活動中。なお、2005年～2007年の2年間、2002年ソルトレイクシティオリンピック代表の恩田美栄の専属コーチも務めていた。

引退後、フィギュアスケーターのジャン・ミシェル＝ボンバルディエと結婚、2005年1月には双子を出産した。2006年に離婚。

## 主な戦績
| 大会/年            | 1988-89 | 1989-90 | 1990-91 | 1991-92 | 1992-93 | 1993-94 | 1994-95 | 1995-96 |
| ------------------ | ------- | ------- | ------- | ------- | ------- | ------- | ------- | ------- |
| オリンピック       |         |         |         | 9       |         | 9       |         |         |
| 世界選手権         |         |         | 6       | 5       | 9       | 5       |         |         |
| カナダ選手権       |         | 3       | 1       | 2       | 1       | 1       |         | 2       |
| GPファイナル       |         |         |         |         |         |         |         | 3       |
| スケートアメリカ   | 11      |         |         | 9       |         |         |         |         |
| スケートカナダ     |         |         | 1       |         | 3       |         |         | 3       |
| ラリック杯         |         |         |         |         |         |         |         | 1       |
| ボフロスト杯       |         |         |         | 8       |         | 4       |         |         |
| NHK杯              |         |         | 4       |         | 9       |         |         |         |
| カールシェーファー |         | 1       |         |         |         |         |         |         |
| ネーベルホルン杯   | 2       |         |         |         |         |         |         |         |
| ピルエッテン       |         |         |         |         |         | 2       |         |         |

## 備考
1994年リレハンメルオリンピックでシュイナールは、テクニカルプログラムでは暫定で8位だった。フリースケーティングでは、同じくテクニカルプログラムで暫定10位と出遅れた、アメリカのトーニャ・ハーディングのあとに滑ることになっていたが、そのハーディングはアナウンスが始まってもリンクに現れなかった。アナウンスから2分以内に演技を開始しなければ失格となるが、失格直前にハーディングはようやく現れ演技を開始する。演技が始まり最初のジャンプでミスをするとハーディングは突然泣き出して演技を中断、靴紐の不具合をジャッジに説明し、グループの最終滑走へ繰り下がることになった。
これにより次の滑走者であったシュイナールが、急遽滑走することとなった。この予期せぬ出来事の影響があったのか、シュイナールのフリー演技はジャンプに細かなミスが続出し、結局順位を一つ下げて総合で9位に終わった（演技のやり直しが認められたハーディングは8位入賞）。